# دانشگاه اروپایی لوگوژ
دانشگاه اروپایی لوگوژ (به لاتین: Drăgan European University of Lugoj) یک دانشگاه در رومانی است که در Lugoj واقع شده‌است.